# Hank Williams

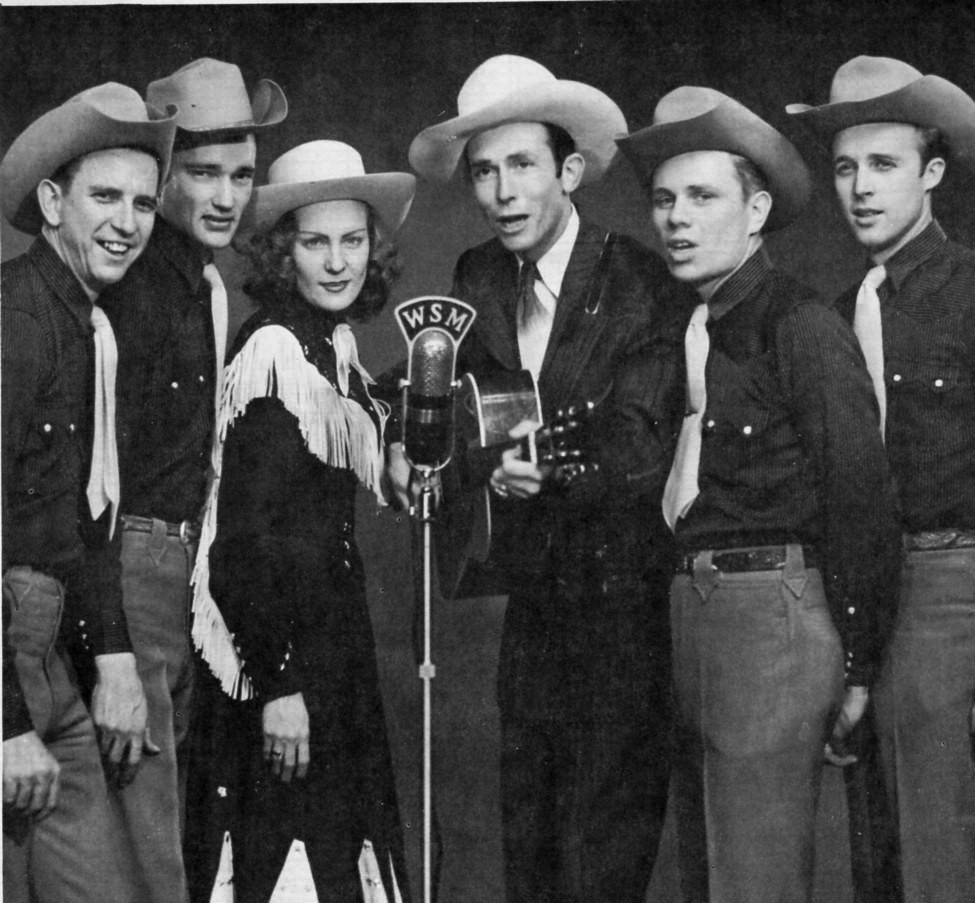
Hank Williams, Audrey Sheppard Williams och the Drifting Cowboys 1951.

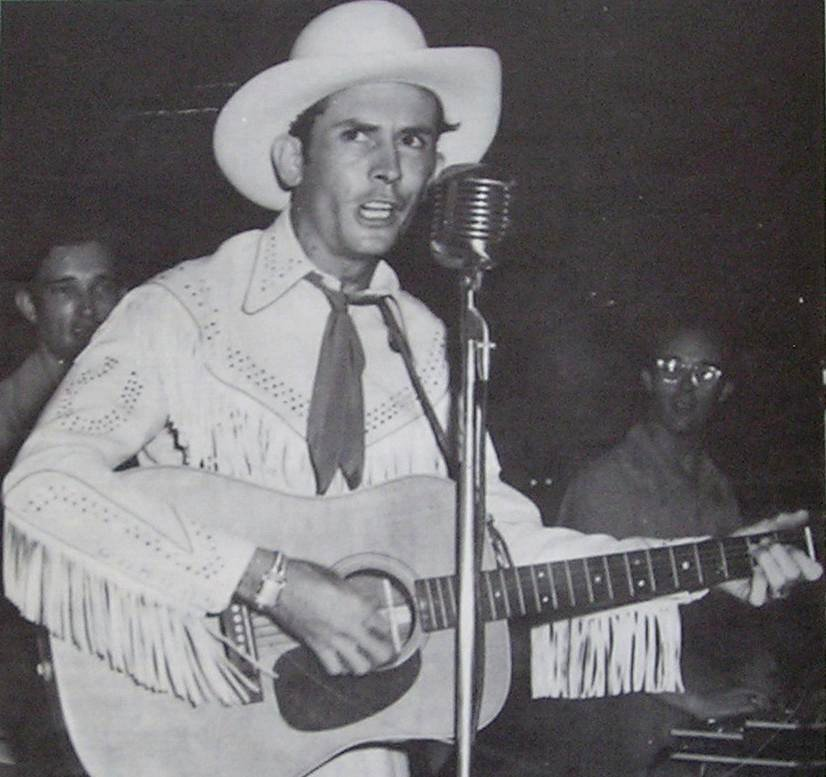
Hank Williams uppträder 1952.

Hiram "Hank" Williams, född 17 september 1923 i Mount Olive, Butler County, Alabama, död 1 januari 1953 i Oak Hill, Fayette County, West Virginia, var en amerikansk countryartist, sångare och gitarrist.

## Biografi
Hank Williams är en legendar inom countrymusiken. Han började spela in skivor 1946 och har inspirerat en mängd andra artister, exempelvis Merle Haggard, Johnny Cash, Bob Dylan och Bruce Springsteen. 
Williams avled under en turné i baksätet i sin Cadillac mellan Knoxville, Tennessee (där han övernattat på hotell) och Oak Hill, West Virginia (där chauffören stannat för att tanka). Dödsorsaken uppgavs vara hjärtstillestånd till följd  av läkemedelsförgiftning och alkoholmissbruk. Hans sista singel blev "I'll never get out of this world alive".
Han var far till Hank Williams Jr. och Jett Williams samt farfar till Hank Williams III.

## Diskografi (urval)
Album
- 1952 – Hank Williams Sings
- 1955 – Hank Williams Memorial Album
- 1955 – Ramblin' Man
- 1956 – I Saw the Light
- 1959 – The Unforgettable Hank Williams
- 2005 – Jambalaya (On the Bayou)
- 2006 – Past breaking Hank
- 2012 – The Greatest Hits Live: Volume 1

Singlar (topp 20 på Billboard Hot Country Songs)
- 1947 – "Move It On Over" (#4)
- 1948 – "Honky Tonkin'" (#14)
- 1948 – "I'm a Long Gone Daddy" (#6)
- 1948 – "A Mansion on the Hill" (#12)
- 1949 – "Lovesick Blues" (#1)
- 1949 – "Never Again (Will I Knock on Your Door)" (#6) Originalt B-sida på: "Lovesick Blues"
- 1949 – "Wedding Bells" (#2)
- 1949 – "Mind Your Own Business" (#5)
- 1949 – "You're Gonna Change (Or I'm Gonna Leave)" (#4)
- 1949 – "Lost Highway" (#12) B-sida på: "You're Gonna Change (Or I'm Gonna Leave)"
- 1949 – "My Bucket's Got a Hole in It" (#2)
- 1950 – "I Just Don't Like This Kind of Living" (#5)
- 1950 – "Long Gone Lonesome Blues" (#1)
- 1950 – "My Son Calls Another Man Daddy" (#9) B-sida på: "Long Gone Lonesome Blues"
- 1950 – "Why Don't You Love Me" (#1)
- 1950 – "Why Should We Try Anymore" (#9)
- 1950 – "They'll Never Take Her Love from Me" (#5) B-sida på: "Why Should We Try Anymore"
- 1950 – "Moanin' the Blues" (#1)
- 1950 – "Nobody's Lonesome for Me" (#9) B-side på: "Moanin' the Blues"
- 1951 – "Cold, Cold Heart" (#1)
- 1951 – "Dear John" (#8) B-side på: "Cold, Cold Heart"
- 1951 – "Howlin' at the Moon" (#3)
- 1951 – "I Can't Help It (If I'm Still in Love with You)" (#2) B-sida på: "Howlin' at the Moon"
- 1951 – "Hey Good Lookin' "	(#1)
- 1951 – "(I Heard That) Lonesome Whistle" (#9)
- 1951 – "Crazy Heart" (#4) B-sida på: "(I Heard That) Lonesome Whistle"
- 1951 – "Baby, We're Really in Love" (#4)
- 1952 – "Honky Tonk Blues" (#2)
- 1952 – "Half as Much" (#2)
- 1952 – "Jambalaya (On the Bayou)" (#1)
- 1952 – "Settin' the Woods on Fire" (#2)
- 1952 – "You Win Again" (#10) B-sida på: "Settin' the Woods on Fire"
- 1952 – "I'll Never Get Out of This World Alive" (#1)
- 1953 – "Kaw-Liga" (postum) (#1)
- 1953 – "Your Cheatin' Heart" (#1) B-sida på: "Kaw-Liga"
- 1953 – "Take These Chains from My Heart" (postum) (#1)
- 1953 – "I Won't Be Home No More" (postum) (#4)
- 1953 – "Weary Blues from Waitin' " (postum) (#7)
- 1955 – "Please Don't Let Me Love You" (postum) (#9)
- 1988 – "There's a Tear in My Beer" (#7) Nyinspelning där Hank Williams Jr. sjunger duett med sin far. Inspelningen belönades med bland annat en Grammy (Best Country Collaboration with Vocals).